# Запретные месяцы
Запре́тные ме́сяцы (араб. الأشهر الحرم‎ —  аль-ашхур аль-хурум‎) — месяцы исламского календаря, в которые в доисламские времена нельзя было убивать, вести войны и охотиться вокруг Каабы. Таких месяцев четыре: зуль-када, зуль-хиджа, мухаррам и раджаб. Запретные месяцы в исламе считаются священными.

## История
Причиной запрета было стремление обезопасить паломников, прибывавших к Каабе и обеспечивавших высокую торговлю и большие прибыли. В случае неизбежности войны, арабы-язычники отодвигали «запретный» месяц назад или вперед и спокойно вели войну.
В первые годы истории ислама мусульмане также придерживались этого запрета. Однако, во втором году после хиджры (переселения в Медину) в конце месяца раджаб, посланный в Нахлю разведывательный отряд мусульман нарушил запрет и напал на караван мекканцев. В сражении с мусульманами был убит Амр ибн аль-Хадрами, а двое других его спутников были пленены. Мекканские язычники обвинили мусульман в нарушении общепринятых законов, однако спустя некоторое время Аллах ниспослал пророку Мухаммаду 217 аят суры Аль-Бакара, дозволяющий сражаться в запретный месяц.
Исламские правоведы (факихи) считают, что нельзя первыми начинать военные действия во время запретных месяцев, но разрешено продолжать и завершать их, если они начались в другое время. Запрет не касается случая, когда враг вторгся на территорию страны с целью агрессии.